# Mirjam Hooman-Kloppenburg

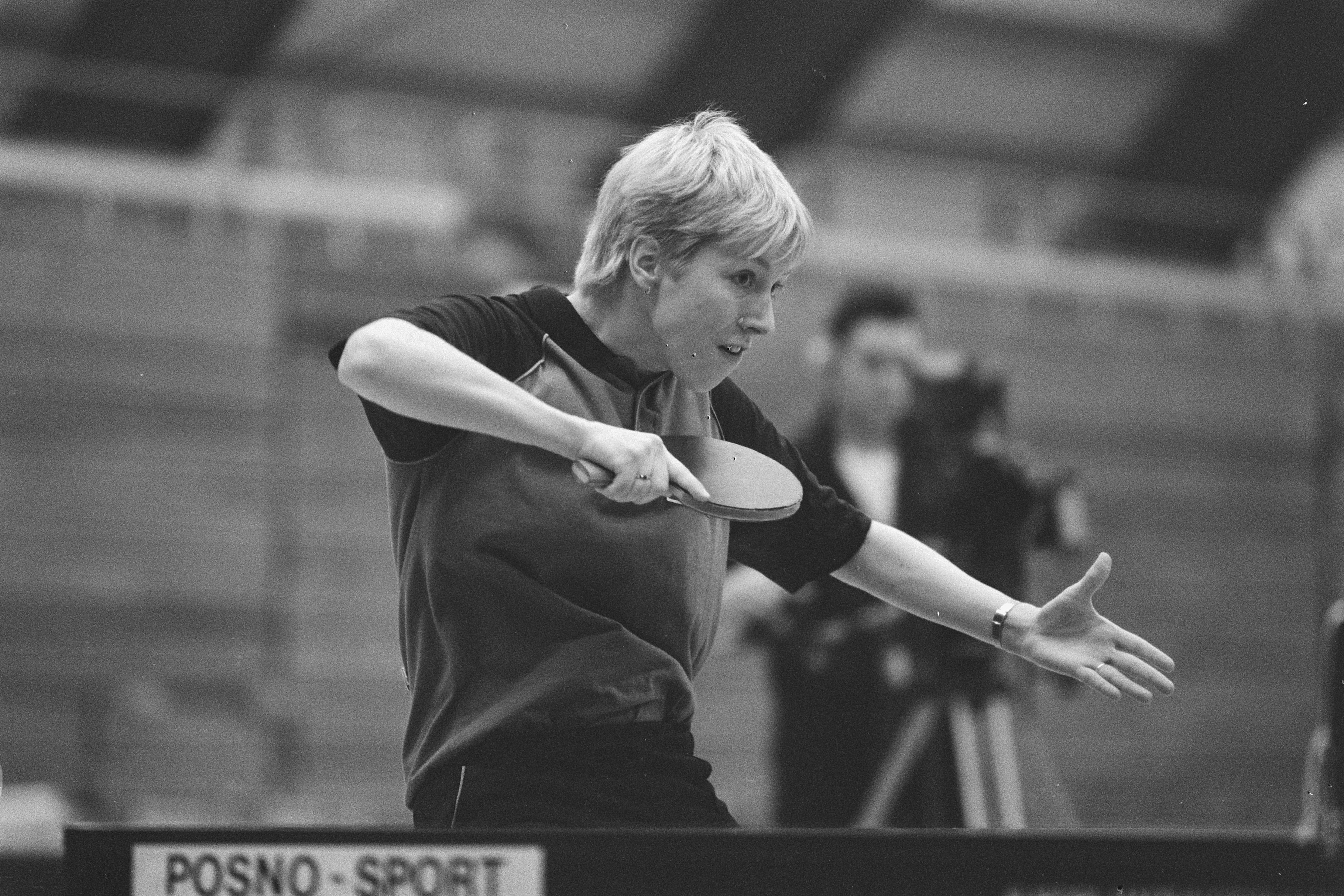
Mirjam Kloppenburg in 1986.

Mirjam Henrica Hooman-Kloppenburg (Lichtenvoorde, 4 januari 1966) is een Nederlands tafeltennisspeelster. Zij behoorde aan het einde van de jaren 1980 tot de Nederlandse tafeltennistop.
In het begin van haar carrière, toen ze nog bekend was onder haar geboortenaam Mirjam Kloppenburg, werd zij getraind door haar vader Jan Kloppenburg. Toen ze overstapte naar de Leidse tafeltennisvereniging Comtest-Scylla kwam ze onder de hoede van Frits Kantebeen. In die tijd stond ze lange tijd in de schaduw van een andere Nederlandse topper, Bettine Vriesekoop. Toen Vriesekoop aan het einde van de jaren 80 tijdelijk stopte, kreeg Mirjam Kloppenburg een leidende positie in het Nederlandse vrouwentafeltennis.

## Successen
Vanaf 1987 won Kloppenburg veertien NK-titels bij het tafeltennis: in 1987, 1988, 1990 en 1993 in het damesenkelspel, in 1984, 1985 (beide met Jantien Jansma), 1993, 1996, 1997 (alle drie met Gerdie Keen) en 2004 (met Linda Creemers) in het damesdubbelspel en in 1984 (met Henk van Spanje), 1987 (met Erwin Beek), 1990 (met Gerard Bakker jr.) en 2004 (met Michiel Janssen) in het gemengd dubbelspel. Tussen 1983 en 1996 nam Kloppenburg deel aan zeven  wereldkampioenschappen en zes Europese kampioenschappen. Bij de WK's van 1985 en 1987 behaalde ze met het Nederlandse team beide keren een vierde plaats. In 1992 behaalde ze met hetzelfde team een tweede plaats bij de Europese kampioenschappen.
Haar grootste overwinning behaalde ze in 1991, toen ze het Europa TOP-12-toernooi wist te winnen door in de finale Gabriella Wirth te verslaan. In 1994 werd ze derde bij hetzelfde toernooi. In 1988, 1992 en 1996 nam ze deel aan de Olympische Spelen.
Tijdens en na haar internationale carrière speelde Mirjam Hooman-Kloppenburg bij diverse Duitse tafeltennisverenigingen in de Duitse Bundesliga, te weten TuS Glane (waarmee ze in 1993 de ETTU Cup won), DJK Holsterhausen (1996), TuS Holtriem (1997), DJK Rheydt (tot 2001) en weer DJK Holsterhausen (tot 2007). Hooman speelde in de Nederlandse eredivisie voor Odion-Gaanderen, TTV Avanti, Westa, DOV en Li-Ning/Heerlen.

## Privé
Hooman was leerling van het Isendoorn College in Warnsveld en woonde destijds in Zutphen.
Ze speelde toen voor tafeltennisvereniging Torenstad Zutphen.
Sinds 1989 is Hooman getrouwd en heeft twee kinderen.